# Do for Love
"Do for Love" (originale titel 'Sucka 4 Luv' i dens uudgivede version) er den anden posthume single af Tupac Shakur, fra hans andet posthume album R U Still Down? (Remember Me). Den indeholder en vokalprøve fra "What You Won't Do for Love" af Bobby Caldwell. Sangen toppede som nr. 21 på Billboard Hot 100, og nr. #12 i Storbritannien. Musikvideoen, skildrer Shakur, som en lerfigur og i animeret form.

## Trackliste
CD single
1. Do for Love (Album Version) (4:42)
2. Do for Love (The Soul Society Remix) (3:59)
3. Do for Love (Pic-A-Dil-Yo! Mix) (4:38)
4. Brenda's Got a Baby (Original Album Version) (3:55)

## Hitlister
| Hitliste (1998)                                  | Højeste placering |
| ------------------------------------------------ | ----------------- |
| Holland (Single Top 100)                         | 18                |
| New Zealand (RIANZ)                              | 18                |
| Sverige (Sverigetopplistan)                      | 33                |
| Storbritannien Singles (Official Charts Company) | 12                |
| USA Billboard Hot 100                            | 21                |
| USA Hot R&B/Hip-Hop Songs (Billboard)            | 10                |

### Årslister
| Hitliste (1998)        | Højeste placering |
| ---------------------- | ----------------- |
| U.S. Billboard Hot 100 | 89                |